# The Little French Girl
Pour plus de détails, voir Fiche technique et Distribution.
The Little French Girl est un film américain réalisé par Herbert Brenon et sorti en 1925.

## Fiche technique
- Réalisateur : Herbert Brenon
- Scénario : John Russell d'après le roman The Little French Girl d'Anne Douglas Sedgwick
- Producteurs : Jesse L. Lasky, Adolph Zukor
- Photographie : Harold Rosson
- Distributeur : Paramount Pictures
- Durée : 62 minutes
- Date de sortie :
  - USA : 31 mai 1925

## Distribution
- Mary Brian : Alix Vervier
- Maurice de Canonge : Jerry Hamble
- Paul Doucet : Andre Valenbois
- Maude Turner Gordon : Lady Mary Hamble
- Neil Hamilton : Giles Bradley
- Julia Hurley as Mme. Dumont
- Jane Jennings : Mother Bradley
- Anthony Jowitt : Owen Bradley
- Alice Joyce : Madame Vervier
- Mario Majeroni : DeMaubert
- Esther Ralston : Toppie Westmacott